# 도널드 윌스 더글러스 시니어

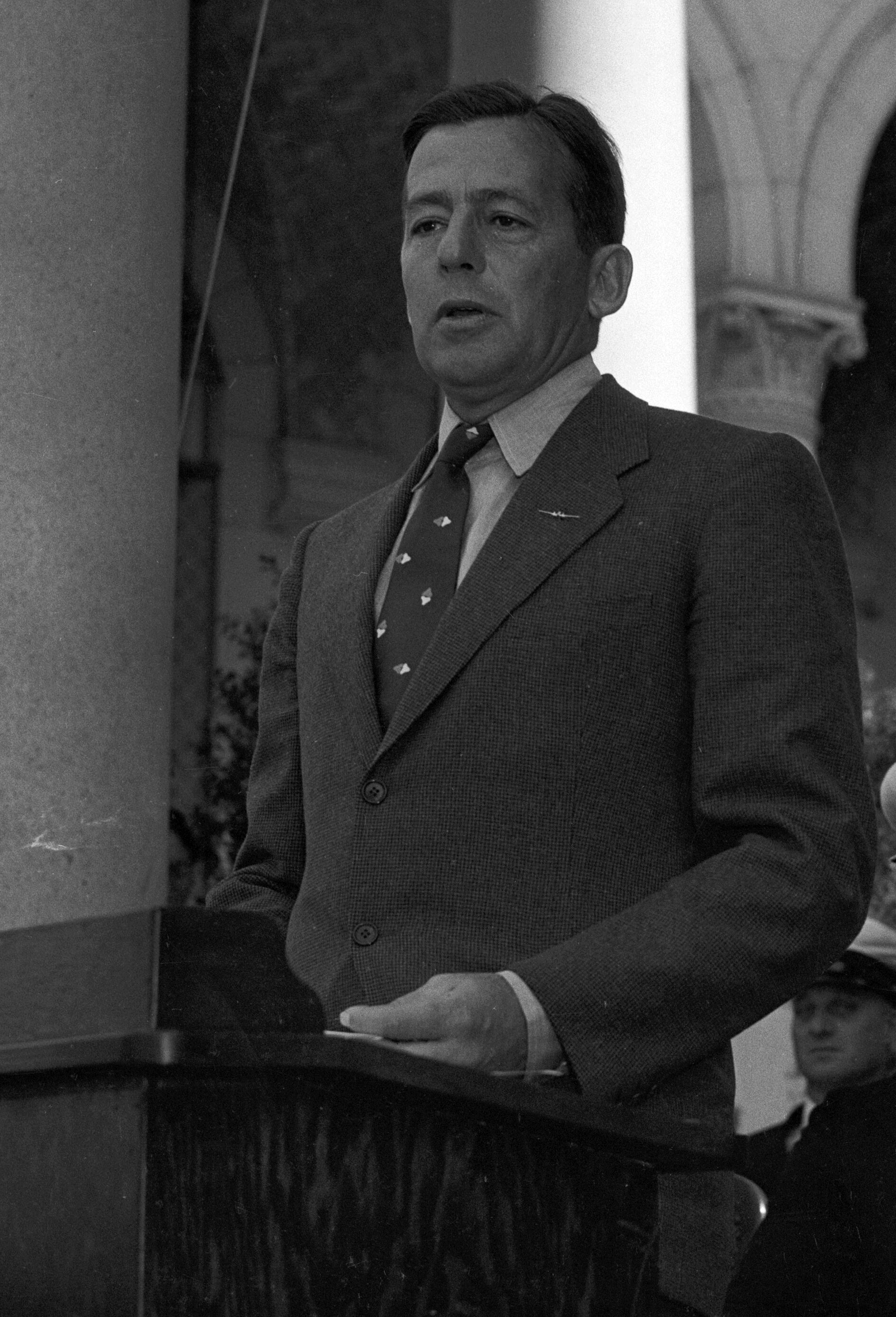

도널드 윌스 더글러스 시니어(Donald Wills Douglas Sr., 1892년 4월 6일 ~ 1981년 2월 1일)는 미국의 항공기 산업가이자 엔지니어였다.
항공의 선구자인 그는 더글러스 클라우드스터를 설계하고 제작했다. 의도한 목적에는 실패했지만(미국을 가로질러 무정차 비행을 한 최초의 항공기) 자체 무게보다 더 큰 탑재량을 가진 최초의 비행기가 되었다.
1921년에 더글러스 에어크래프트 회사를 설립했다(이 회사는 나중에 맥도넬 항공기와 합병하여 맥도넬 더글러스 코퍼레이션을 형성했고, 1997년에 보잉과 합병했습니다). 그의 리더십 하에 이 회사는 상업용 항공기 산업의 선두 주자 중 하나가 되었고, 수십 년 동안 맹적 윌리엄 보잉과 그의 이름을 딴 기업과 우위를 차지하기 위한 경쟁을 벌였다. 더글러스는 특히 혁신적이고 매우 성공적인 더글러스 DC-3 여객기와 마찬가지로 인기 있는 제2차 세계 대전 군용 수송기인 C-47로 우위를 점했다. 전쟁이 시작될 당시, 그의 비행기는 모든 상업용 항공기의 80%를 차지했다. 하지만 그는 제트기 시대에 뒤처졌고 보잉에 추월당했다. 그는 1957년에 은퇴했다.